# Velmariri Bambari
Velmariri Bambari   (1980) és una activista indonèsia que treballa pels drets de les víctimes de violència sexual, que té una discapacitat física per la qual ha d'anar amb crosses.
Mestressa de casa, el 2014 va decidir formar-se durant tres anys a l'Institut Mosintuwu en protecció de nens i empoderament de les dones. Des del 2018 ha alçat la veu per denunciar la situació de les víctimes de violència sexual en una zona remota d'Indonèsia. Acompanya a les dependències policials a les víctimes de violència sexual. En aquesta zona, al Sulawesi central, multen tant als agressors com a les dones supervivents d'abús sexual, segons marca el dret consuetudinari. Ha reclamat insistentment ignorar aquestes normes per dur a la presó els agressors i que es tingui en compte el dret positiu i no el consuetudinari. També treballa perquè les dones víctimes puguin tenir independència econòmica. El juliol del 2022 havia ajudat a nou dones en aquesta situació. El 2022 fou reconeguda com una de les 100 dones més inspiradores per la BBC.